# Муса-хан (Ільхан)
Муса-хан або Султан-Муса (*д/н —після 1337) — хан держави Ільханів у 1336—1337 роках.

## Життєпис
Походив з роду Хулагуїдів. Був сином Кіпкакогула і онуком Байду, хана держави Ільханів. Про народження і молоді роки нічого невідомо. У 1336 році за підтримки родича Алі Падшаха, намісника Багдада, та Хаджі-хатун, матері померлого ільхана Абу Саїда Багадур-хана, почав повстання проти Арпи Ке'уна, володаря держави, якого було повалено у квітні того ж року.
Ставши володарем держави Ільханів, Муса-хан фактично не мав жодної влади, усім керував родич Алі Падшах. Проте у 1337 році проти Муси повстав Хасан Бузург Джалаїрід, який завдав поразки військам Муси у битві при річці Кара-Даррі 24 липня, в результаті чого Падшах загинув, а Муса втік. Подальша доля невідома, можливо загинув того ж року. Владу отримав Мухаммед-хан.